# Titanophoneus

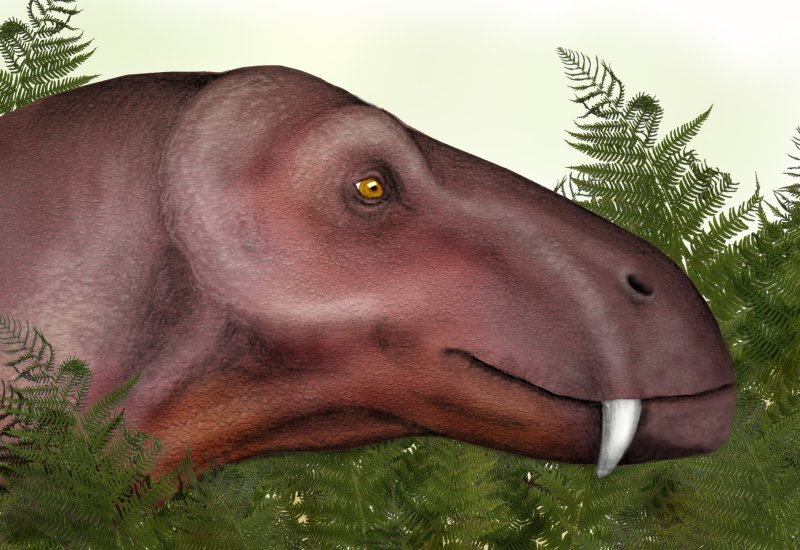
De kop van Titanophoneus

Titanophoneus is een geslacht van Therapsida of zoogdierachtige reptielen. Het was een grote carnivoor die ongeveer 3 meter lang werd. Titanophoneus moet niet verward worden met zijn verwant Titanosuchus. Titanophoneus en Titanosuchus leken sterk op elkaar en hadden waarschijnlijk een overeenkomende levenswijze. Titanophoneus leefde in Rusland waar hij samen leefde met zijn verwanten Ulemosaurus en Deuterosaurus en de anomodont Venyukovia. In Rusland zijn ook de resten gevonden van de Gorgonopsiër Inostrancevia. Deze dateren echter uit jongere lagen. Titanophoneus en Inostrancevia leken dan wel qua uiterlijk op elkaar (slagtanden, stevig gebouwd, vrij korte staart, geschubd), maar waren niet nauw verwant. Inostrancevia behoorde tot de Theriodonta, een andere groep van Therapsiden. Aan het begin van het laat Perm stierf Titanophoneus uit, waarschijnlijk ten gevolge van te grote concurrentie met de Gorgonopsiden die toen begonnen te floreren.

## Galerij

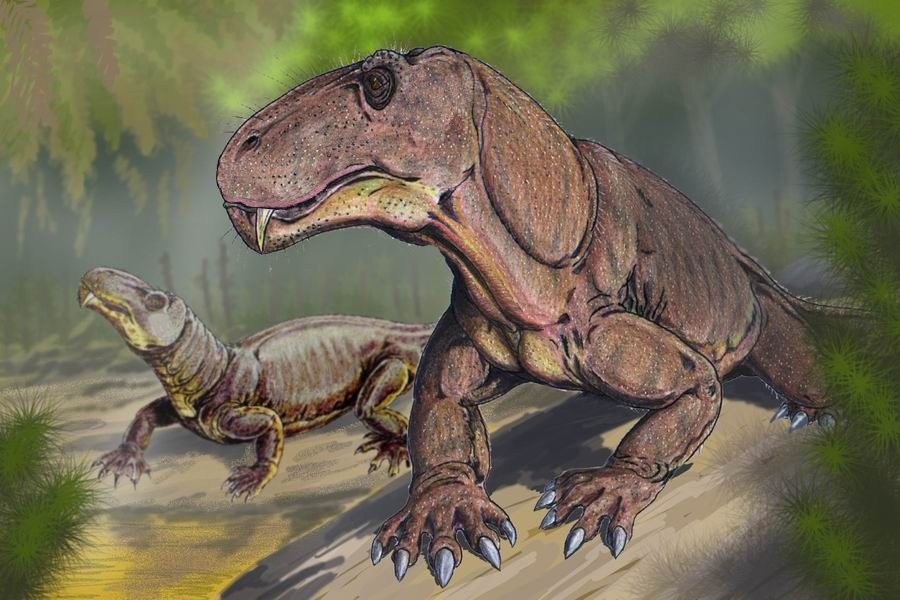
Twee Titanophoneus bij een poel.
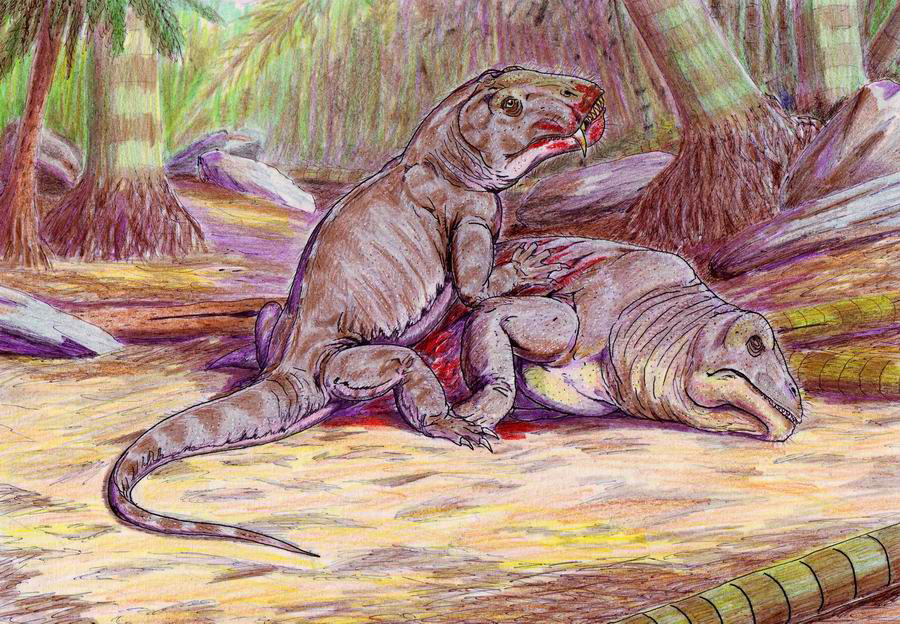
Titanophoneus met het karkas van een Ulemosaurus.

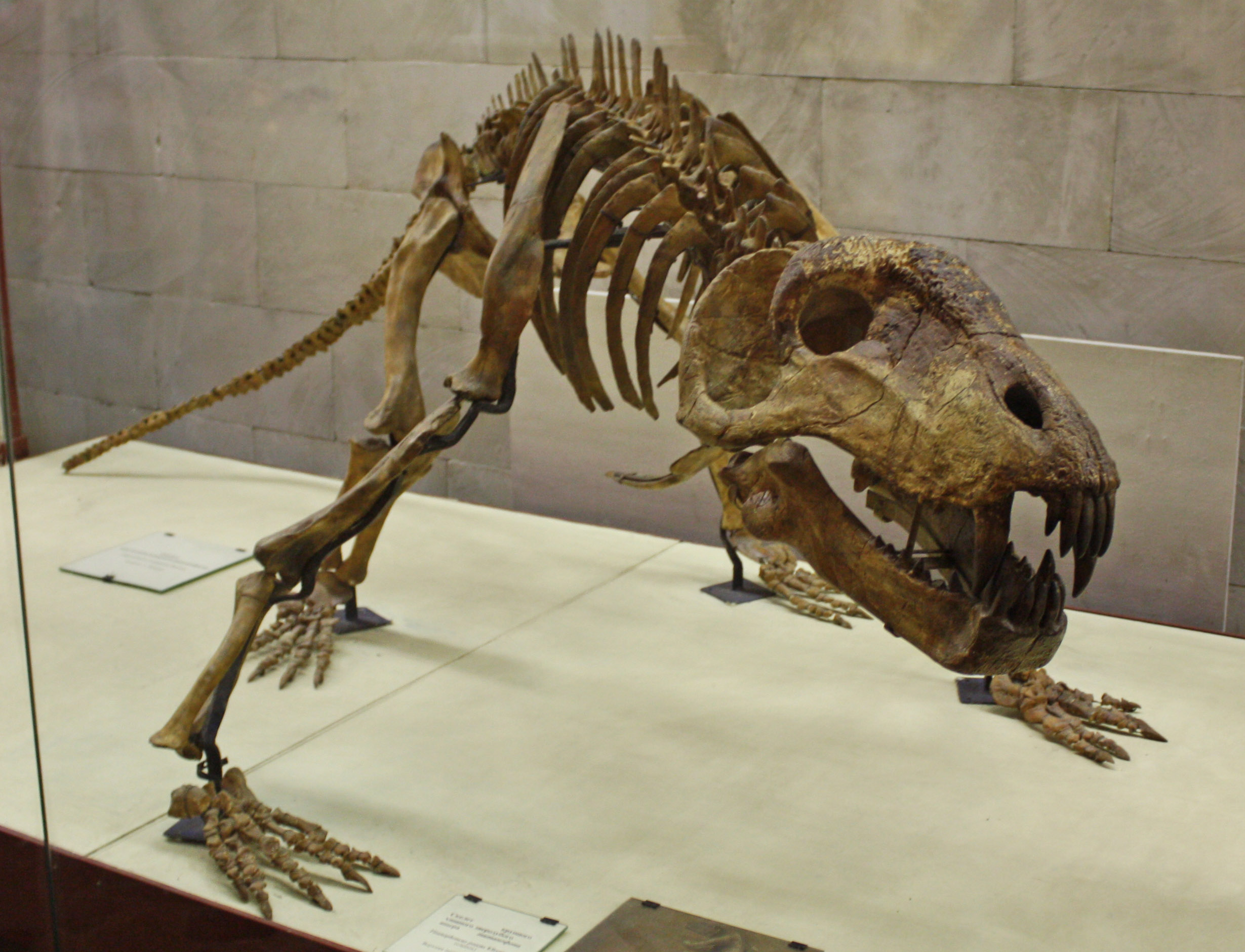
Het skelet van Titanophoneus staand.
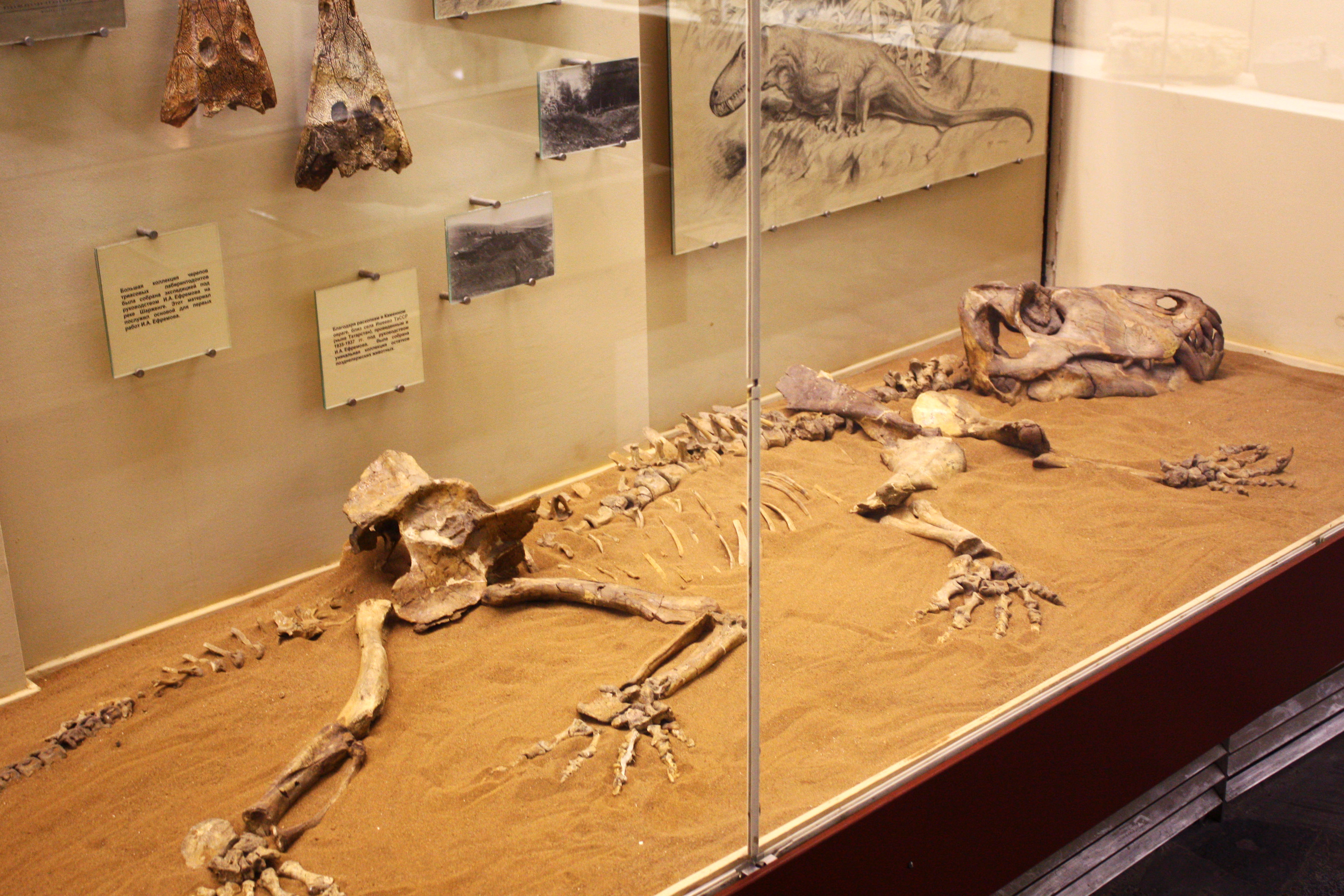
Het skelet van Titanophoneus liggend. Op de achtergrond een plaatje van Titanophoneus.
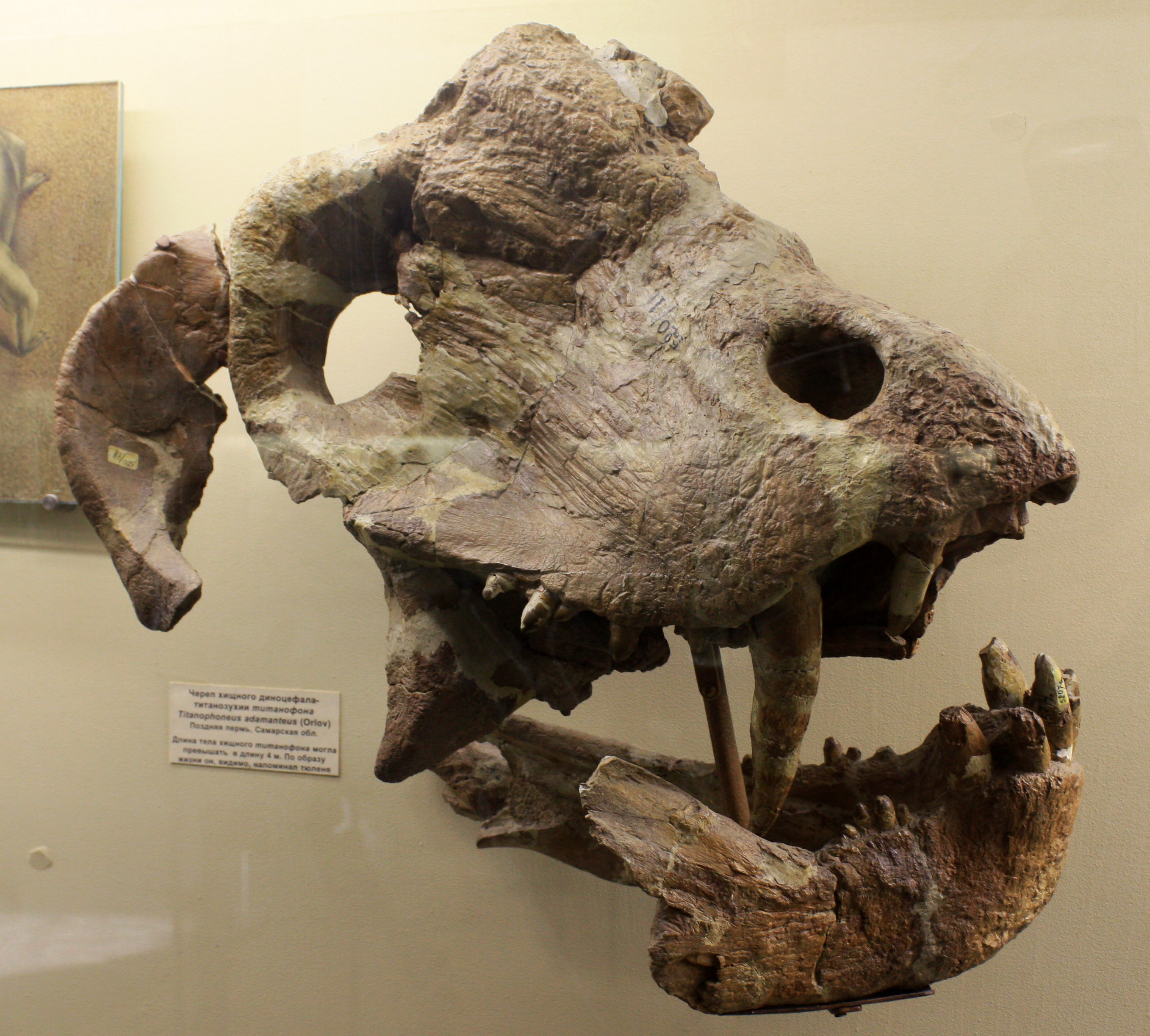
De schedel van Titanophoneus.